# Liste von Sakralbauten in Herdecke
Die Liste von Sakralbauten in Herdecke enthält die Kirchengebäude und andere Sakralbauten in der Stadt Herdecke.

## Liste
| Bild                                              | Name                      | Lage (Stadt, Ortsteil) | Gründung, Bauzeit | Konfession bzw. Religion  | Träger                                    | Bemerkungen |
| ------------------------------------------------- | ------------------------- | ---------------------- | ----------------- | ------------------------- | ----------------------------------------- | --- |
| Stiftskirche Herdecke                             | Ev. Kirche Herdecke       | Herdecke               |                   | evangelisch               | EKvW, Kirchenkreis Hagen                  | ehem. Stiftskirche |
| Ss. Philippus und Jakobus, Wetterstraße, Herdecke | St. Philippus und Jakobus | Herdecke               |                   | römisch-katholisch        | Erzbistum Paderborn                       | |
| Dorfkirche Kirchende                              | Dorfkirche Kirchende      | Herdecke (Kirchende)   |                   | evangelisch               | EKvW, Kirchenkreis Hagen                  | |
|                                                   | St. Urban                 | Herdecke (Ende)        |                   | römisch-katholisch        | Erzbistum Paderborn                       | |
|                                                   | Waldkapelle St. Elisabeth | Herdecke (Semberg)     |                   | römisch-katholisch        | Erzbistum Paderborn                       | Grundriß, Ansichten innen und außen bei der Forschungsstelle Glasmalerei 20.Jh. Lage: Am Semberg 112, 58313 Herdecke. Standort: 51,4281757, 7,4376398. |
|                                                   | Nikodemuskirche           | Herdecke (Westende)    |                   | christlich                | Christengemeinschaft Westdeutschland KdöR | |
|                                                   | Kreuzkirche               | Herdecke (Westende)    |                   | evangelisch-freikirchlich |                                           | |